# 驻德苏联军事管理委员会

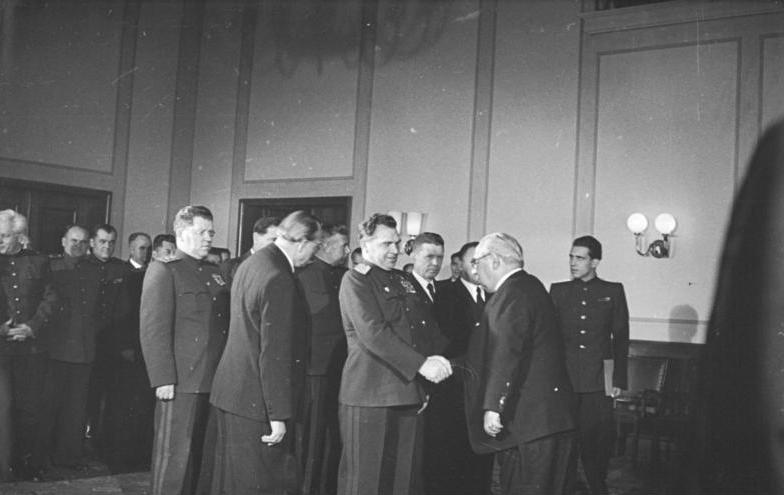
1949年11月11日，崔可夫向东德政府威廉·皮克移交司法管辖权

德国苏占区（1947-1949年）

驻德苏联军事管理委员会（德語：SMAD, Sowjetische Militäradministration in Deutschland），是自1945年6月到1949年10月10日德意志民主共和国成立为止的德国苏占区最高管理机关，位于柏林卡尔斯霍斯特。

## 历史
1945年6月5日，美、英、苏、法签署了《柏林宣言》，宣布四个战胜国将由各自的军事统帅接管原德国领土的最高权力，并执行占领区法令。根据二战后期同盟国间的约定，各占领军有权在占领区内成立各自的军政府。1945年6月9日，苏联占领军最高司令官发布一号命令，成立驻德苏联军事管理委员会，由苏联人民委员会管理并由斯大林直接控制。
1949年10月10日德意志民主共和国成立后，最高权力被移交。驻德苏联军事管理委员会解散，组建了新的苏联管制委员会（SKK）。